# 1663
| 1663               |
| ------------------ |
| Dødsfald - Fødsler |
| • Begivenheder     |

| Gregoriansk kalender | 1663 MDCLXIII           |
| Ab urbe condita      | 2416                    |
| Armensk kalender     | 1112 ԹՎ ՌՃԺԲ            |
| Kinesiske kalender   | 4359 – 4360 壬寅 – 癸卯 |
| Etiopisk kalender    | 1655 – 1656             |
| Jødisk kalender      | 5423 – 5424             |
| Hindukalendere       |                         |
| - Vikram Samvat      | 1718 – 1719             |
| - Shaka Samvat       | 1585 – 1586             |
| - Kali Yuga          | 4764 – 4765             |
| Iransk kalender      | 1041 – 1042             |
| Islamisk kalender    | 1074 – 1075             |

Konge i Danmark: Frederik 3. 1648-1670
Se også 1663 (tal)

## Begivenheder
- 14. februar – Canada bliver fransk provins.
- 15. september – Cort Adeler udnævnes til admiral og rigsråd.

## Født
- 20. juli - Rudolph Günter von Grabow, dansk oberst og godsejer af Ågård lige syd for Fjerritslev. (død 1716).

## Dødsfald
- 17. maj - Albert Bartholin, dansk rektor og litterærhistoriker (født 1620).